# Конрад, Янош
Янош Конрад (венг. János Konrád; 27 августа 1941, Будапешт, Венгрия — 26 ноября 2014, там же) — венгерский ватерполист и тренер, чемпион летних Олимпийских игр в Токио (1964). Выдающийся спортсмен Венгерской Народной Республики (1962).

## Спортивная карьера
За сборную Венгрии по водному поло провел 123 матча (1959-73). Становился чемпионом летних Олимпийских игр в Токио (1964) и двукратным бронзовым призёром: Игр в Риме (1960) и в Мехико (1968). Победитель чемпионата Европы в Лейпциге (1962), двукратный чемпион (1963 и 1965), серебряный (1959) и бронзовый (1961) призёр Всемирных Универсиад. На Олимпиаде в Риме также выступал на 100-метровке на спине и занял последнее место в предварительном заплыве.
На клубном уровне выступал за БВШК (Будапештский железнодорожный спортивный клуб) (1956—1964), будапештский «Гонвед» (1964-70), «Вашаш» (1970-75) и «Орвошедьетем СК» (1975-76). Становился серебряным (1967) и четырехкратным бронзовым призёром (1958, 1965, 1968, 1976) чемпионатов Венгрии.
В 1967 г. получил образование в колледже ветеринарной медицины Будапешта, в 1974 г. — окончил колледж физического воспитания по специальности «водное поло», получив диплом тренера, в 1989 г. стал заслуженным тренером.
После окончания спортивной карьеры перешёл на тренерскую работу. Являлся главным тренером: клуба «Орвошедьетем СК» (1976-80), национальной сборной Кувейта (1981-83), женской сборной Венгрии (1985-90) и мужской сборной Венгрии (1990-92). Под его руководством женская команда завоевала три «серебра» на первенствах Европы, мужская — становилась бронзовым призёром мирового первенства.
Начиная с 1990-х гг., работал в Национальном олимпийском комитете, с 2000 г. был членом его экономического совета, а с 2004 г. — членом исполкома. Его братья Шандор и Ференц также были ватерполистами международного уровня: Шандор становился чемпионом Европы (1962), а Ференц — олимпийским чемпионом в Монреале (1976).